# Novantinoe denticornis
Novantinoe denticornis là một loài bọ cánh cứng trong họ Cerambycidae.